# 原子放射線の影響に関する国連科学委員会
原子放射線の影響に関する国連科学委員会（英: United Nations Scientific Committee on the Effects of Atomic Radiation、UNSCEAR、略称：アンスケア）は、放射線による被曝の程度と影響を評価・報告するために、1955年の国連総会（UNGA）で設置された委員会である。31の加盟国から任命された科学分野の専門家で構成されている。毎年国連総会に報告をするとともに、数年ごとに詳細な報告書を出版する。これらの報告書は、権威ある情報源として高く評価されており、放射線リスクの国内および国際的な勧告や基準の科学的根拠として世界中で利用されている。

## 概略
1950年代初頭の冷戦下、核兵器の開発競争のために核実験が頻繁に行われだし、放射性降下物などによる被曝の懸念から核爆発の即時停止を求める提案をかわす意図もあって、第10回国際連合総会にて電離放射線の程度と影響の情報の収集と評価するための委員会を設置する提案がなされ、1955年の12月3日に満場一致で承認された。
UNSCEARの事務局はウィーンにある。不定期に刊行される報告書「Sources and Effects of Ionizing Radiation」は、国際放射線防護委員会 (ICRP) の基礎資料としても用いられている。UNSCEARは放射線防護に関する科学的知見の収集と評価を目的としており、基準の作成はUNSCEARの報告書に基づいてICRPやIAEAなどによって行われる。欧州の市民団体であるECRRは、IAEA、ICRP、UNSCEAR間で人員が重複していることを指摘している。
UNSCEARの報告書はウェブサイトで無料公開されている。

## 報告書
UNSCEARは2011年7月までに20の報告書を発表した。

### UNSCEAR 2008レポート
2008年にVol.IとVol.II及び5部の科学添付資料が出版された。
「UNSCEAR 2008 REPORT Vol.I」　総括と二つの科学添付資料
- 総括[11] (科学資料を除く 24ページ)　科学添付資料の要約を含む。

- 科学添付資料
  - Annex A[12] - 「医療被曝」 (202ページ)
  - Annex B[13] - 「環境被曝、職業被曝」 (245ページ)

表 "Public.xls" (A1 - A14), "Worker.xls" (A15 - A31)

「UNSCEAR 2008 REPORT Vol.II」
- 科学添付資料
  - Annex C[14] - 「事故による被曝」 (49ページ}
  - Annex D[15] - 「チェルノブイリ事故による被曝」 (179ページ)
  - Annex E[16] - 「人類以外の生物相への影響」 (97ページ)

### UNSCEAR 2010レポート
UNSCEAR 2010 Report: "Summary of low-dose radiation effects on health".

### UNSCEAR 2013レポート
「2011 年の東日本大震災と津波後の原子力事故による放射線被ばくのレベルと影響」
2013年、福島第一原発事故に関する報告書を発表し、その後も、新しい研究を反映した白書を、2015、2016、2017年と3回発表した。

### UNSCEAR 2020レポート
「2011年東日本大震災後の福島第一原子力発電所における事故による放射線被ばくのレベルと影響：UNSCEAR2013年報告書刊行後に発表された知見の影響」
2020年の報告書では、福島第一原発事故での「放射線被曝を原因とする健康被害は認められない」 と結論づけ、将来的にも健康被害が見られる可能性は低いと予測した。また、甲状腺がんのスクリーニング検査による過剰診断を指摘している。

## 被曝の分類
国連科学委員会 (UNSCEAR) では放射線の種類やその用途、一般大衆と職業上などの切り口で細かく被曝の種類を分類して集計し、分析結果を報告している。
| 公衆の被曝                                                            |                                        |                                                        |
| 自然放射線によるもの                                                  | 普遍的な被曝                           | 宇宙線                                                 |
| 自然放射線によるもの                                                  | 普遍的な被曝                           | 地上の放射線、主にラドンによるもの                     |
| 自然放射線によるもの                                                  | 人間活動の結果、 増幅されたもの        | 金属の採鉱と精錬に起因するもの                         |
| 自然放射線によるもの                                                  | 人間活動の結果、 増幅されたもの        | リン鉱石の精錬によるもの                               |
| 自然放射線によるもの                                                  | 人間活動の結果、 増幅されたもの        | 石炭の採掘とその燃焼の廃棄物フライアッシュによるもの   |
| 自然放射線によるもの                                                  | 人間活動の結果、 増幅されたもの        | 石油や天然ガスの掘削によるもの                         |
| 自然放射線によるもの                                                  | 人間活動の結果、 増幅されたもの        | 希土類元素（レアアース）と二酸化チタン産業によるもの   |
| 自然放射線によるもの                                                  | 人間活動の結果、 増幅されたもの        | ジルコニウムとセラミックス産業によるもの               |
| 自然放射線によるもの                                                  | 人間活動の結果、 増幅されたもの        | ラジウムとトリウムの利用によるもの                     |
| 自然放射線によるもの                                                  | 人間活動の結果、 増幅されたもの        | その他の被曝                                           |
| 人工起源の放射線                                                      | 平和利用                               | 原子力発電によるもの                                   |
| 人工起源の放射線                                                      | 平和利用                               | 核燃料などの運送によるもの                             |
| 人工起源の放射線                                                      | 平和利用                               | 原子力以外での放射性物質の使用によるもの(主に医療被曝) |
| 人工起源の放射線                                                      | 軍事利用                               | 核実験によるもの                                       |
| 人工起源の放射線                                                      | 軍事利用                               | 環境中の残留放射性降下物によるもの                     |
| : 経年履歴                                                            |                                        |                                                        |
| : 原子力事故によるもの                                                |                                        |                                                        |
| 職業被曝                                                              |                                        |                                                        |
| 自然放射線によるもの                                                  |                                        | 飛行機のパイロットや客室乗務員、宇宙飛行士などの被曝   |
| 自然放射線によるもの                                                  | 採鉱・精錬加工等の鉱業従事者の被曝     |                                                        |
| 自然放射線によるもの                                                  | 石油天然ガスの採掘従事者の被曝         |                                                        |
| 自然放射線によるもの                                                  | 鉱山以外の就労環境中のラドンによる被曝 |                                                        |
| 人工起源の放射線                                                      | 平和利用                               | 原子力発電従事者                                       |
| 人工起源の放射線                                                      | 平和利用                               | 放射線医学従事者                                       |
| 人工起源の放射線                                                      | 平和利用                               | 放射性物質の工業利用                                   |
| 人工起源の放射線                                                      | 平和利用                               | その他の利用                                           |
| 人工起源の放射線                                                      | 軍事利用                               | その他の業務上の被曝                                   |
| 出典：原子放射線の影響に関する国連科学委員会(UNSCEAR)2008閲覧2011-7-4 |                                        |                                                        |
| この表の表示や編集                                                    |                                        |                                                        |